# Thomas Gulich
Thomas Jürg Gulich (* 1961) ist ein Schweizer Manager, Unternehmer und ehemaliger Sportfunktionär.

## Leben
Gulich studierte Wirtschaftsinformatik an der Universität Zürich und promovierte später. Nach beruflichen Tätigkeiten bei einem IBM Händler und der Swiss Re arbeitete Gulich ab 1996 für die Credit Suisse. Dort war er 2003 Chef des Leasinggeschäfts. 2011 gründete Gulich die Gulich Consulting AG. Seit Dezember 2015 ist Gulich für die Spross-Holding in Zürich tätig und hat  Prokura bei ihren Tochtergesellschaften Platanus Holding, Platanus Immobilien, Spross Muldenservice und Debag.
Gulich ist verheiratet und Vater von zwei Kindern. Er lebt in Männedorf. Gulich ist ein passionierter Marathonläufer mit einer persönlichen Bestzeit von knapp über 2 Stunden 40 Minuten.

## Sportfunktionär
Im Juni 2003 wurde Gulich zum Präsidenten des Schweizer Fussballvereins Grasshopper Club Zürich gewählt. Zuvor gehörte er dem "Donnerstags-Club" an, der Supporter-Vereinigung des Clubs. Im Oktober 2004 trat Gulich  aufgrund ausbleibender sportlicher Erfolge des Vereins zurück.